# Іква (село)
І́ква — село в Україні, у Кременецькій міській громаді Кременецького району Тернопільської області України. Розташоване на річці Іква, на півночі району. 
Населення — 572 особи (2003).

## Населення
За даними перепису населення 2001 року мовний склад населення села був таким:
| Мова       | Число ос. | Відсоток |
| ---------- | --------- | -------- |
| українська |           | 99,13    |
| російська  |           | 0,69     |
| білоруська |           | 0,17     |

## Історія
Село Іква утворене 1987 року з присілка Королівський Міст Великобережецької сільської ради. Королівський або інакше Бережецький міст відомий з 1572 року. На території села також існував присілок (хутір) Тарнобор.    
Під час Першої світової війни поселення що передували Ікві сильно постраждали від бойових дій.    
12 червня 2020 року, відповідно до розпорядження Кабінету Міністрів України № 724-р «Про визначення адміністративних центрів та затвердження територій територіальних громад Тернопільської області», увійшло до складу Кременецької міської громади.   
19 липня 2020 року, в результаті адміністративно-територіальної реформи та ліквідації Кременецького (1940-2020) району, село увійшло до складу новоутвореного Кременецького району.

## Пам'ятки
Пам'ятка природи — 90-річна пірамідальна сосна в урочищі Тарнобор.

## Релігія
- церква святих апостолів Петра і Павла (1997, ПЦУ).

## Соціальна сфера
Діють загальноосвітня школа І ступеня,  ФАП, дошкільний заклад, відділення зв'язку, управління райшляхрембуду.

## Галерея

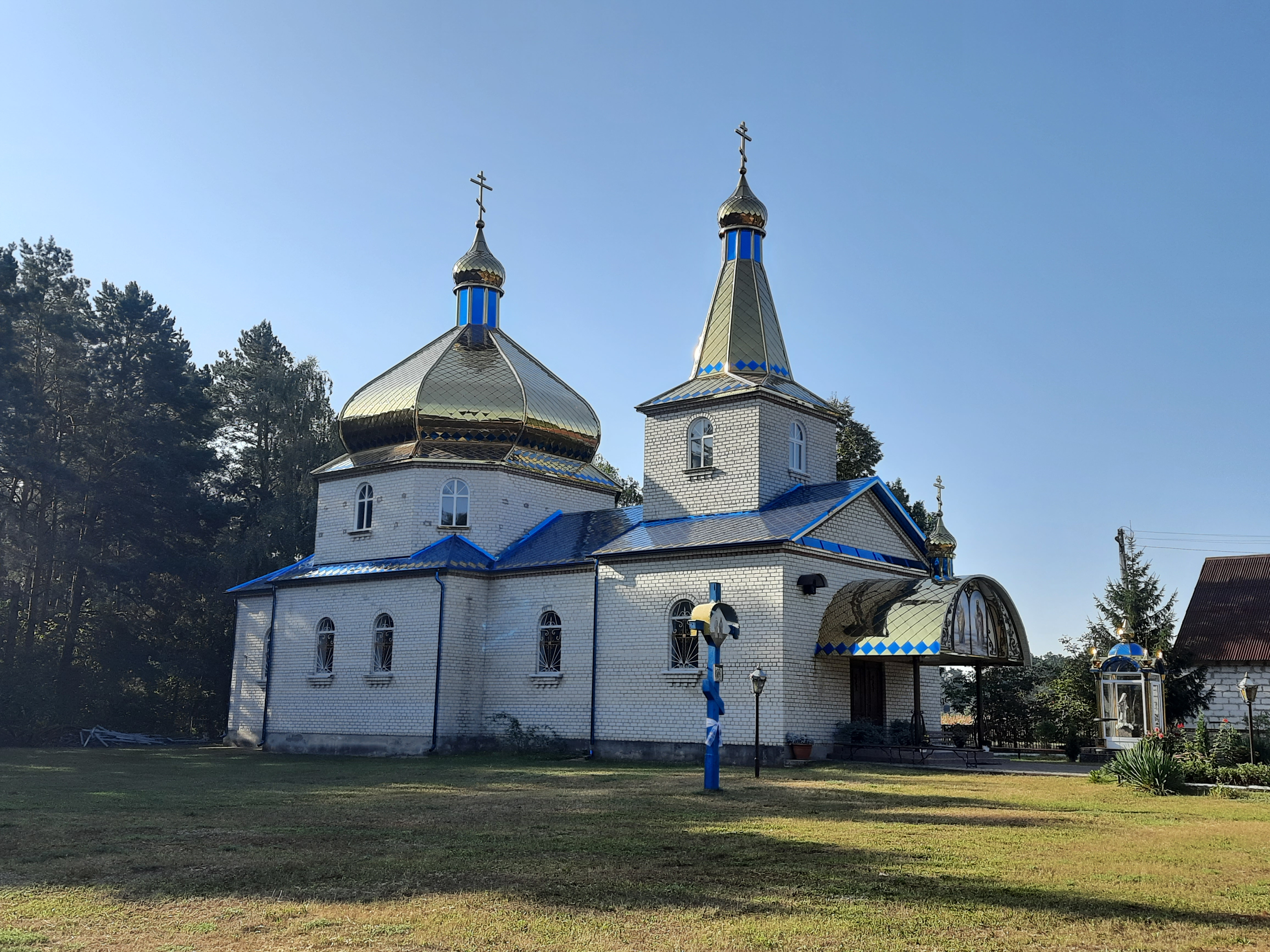
Церква святих апостолів Петра і Павла
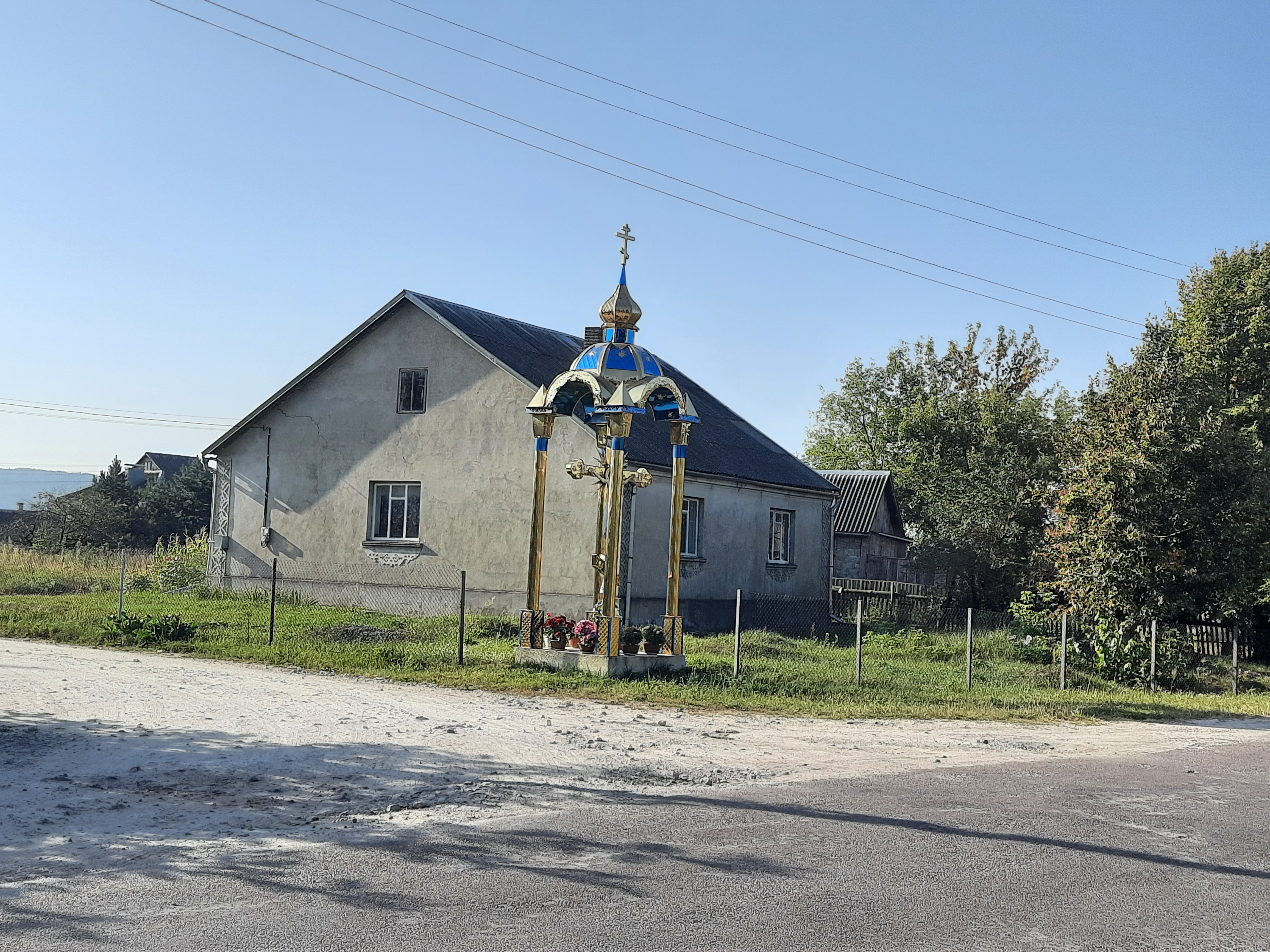
Пам'ятний хрест
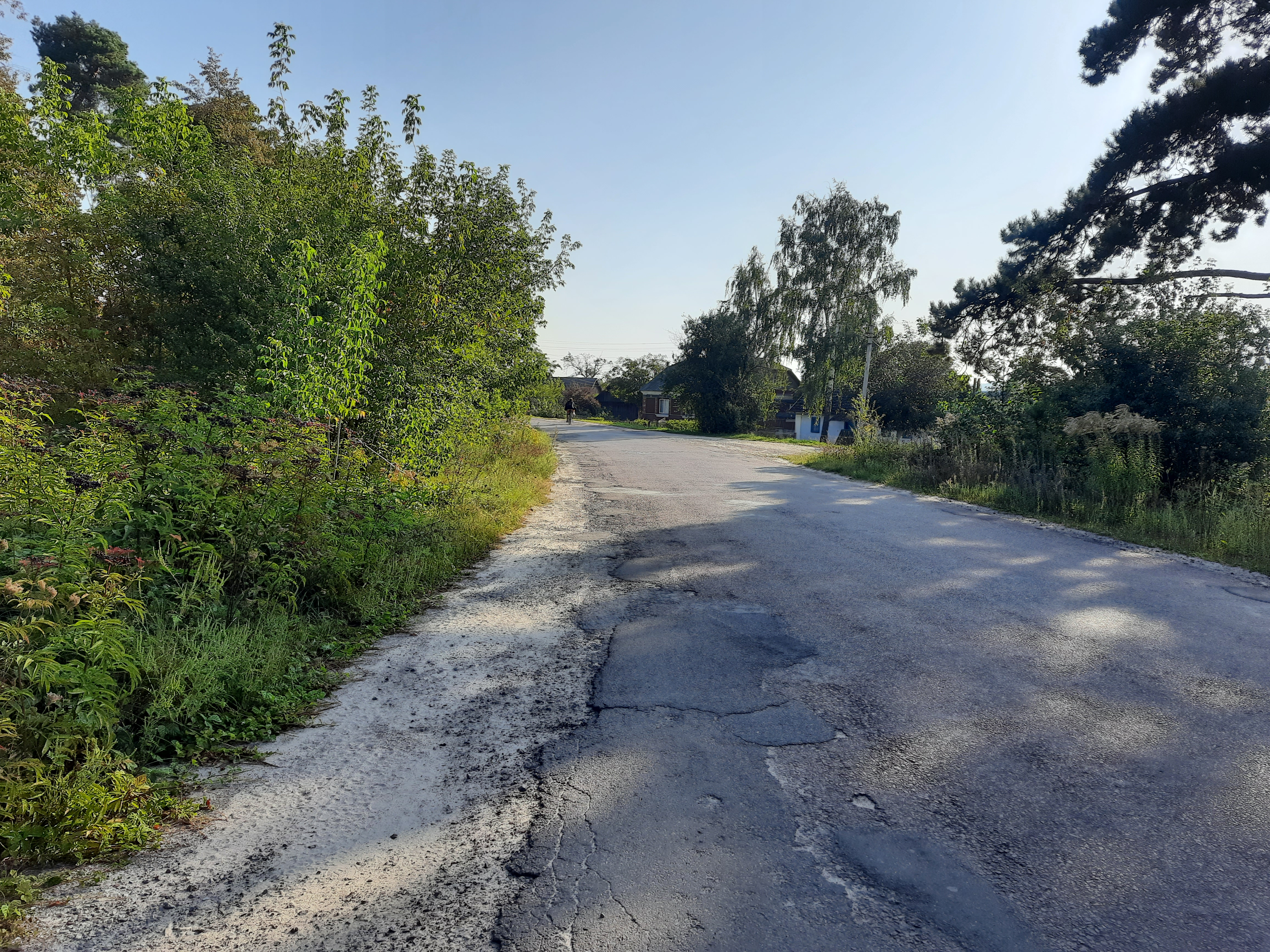
Сільська вулиця
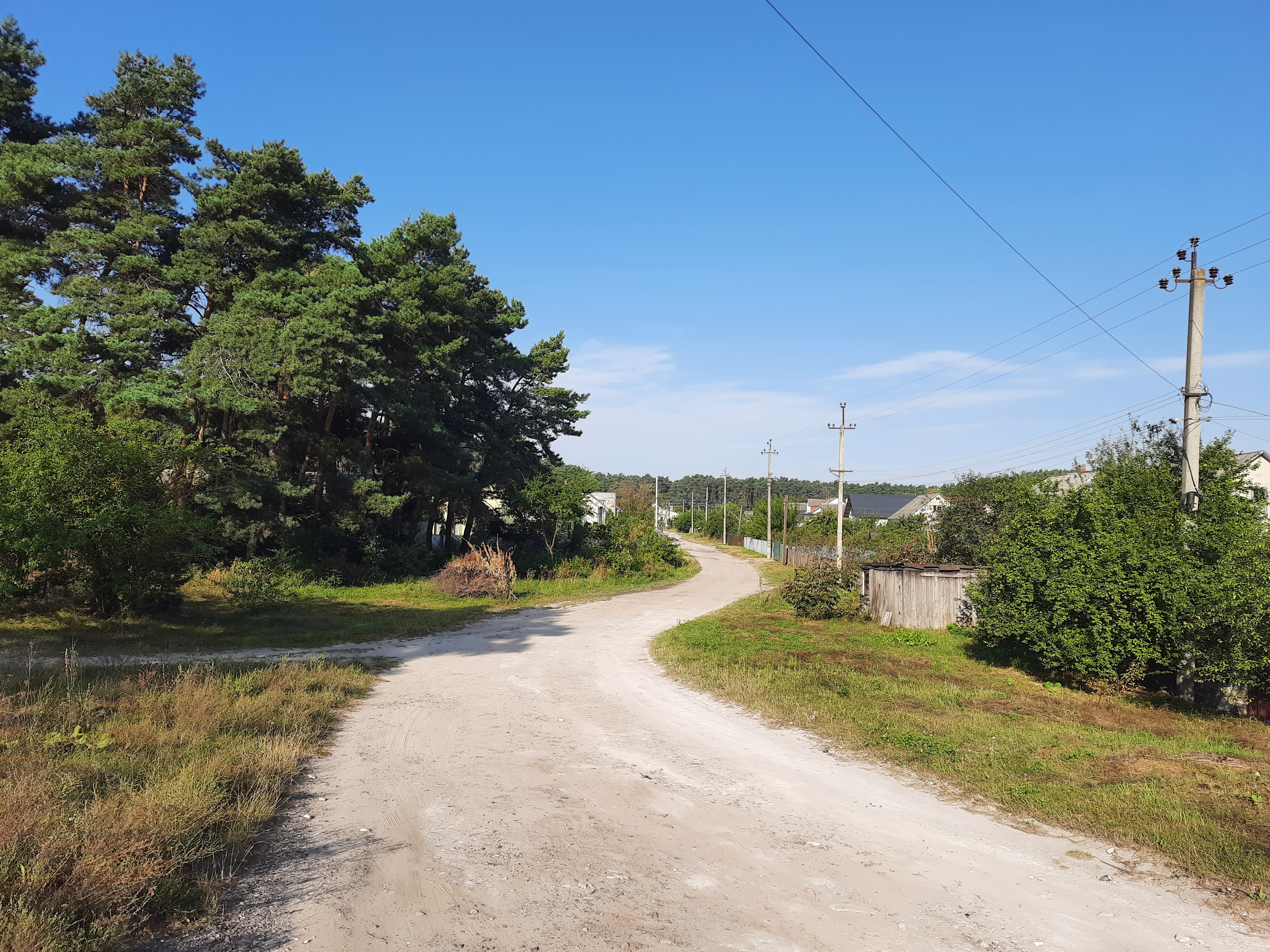
Сільський пейзаж
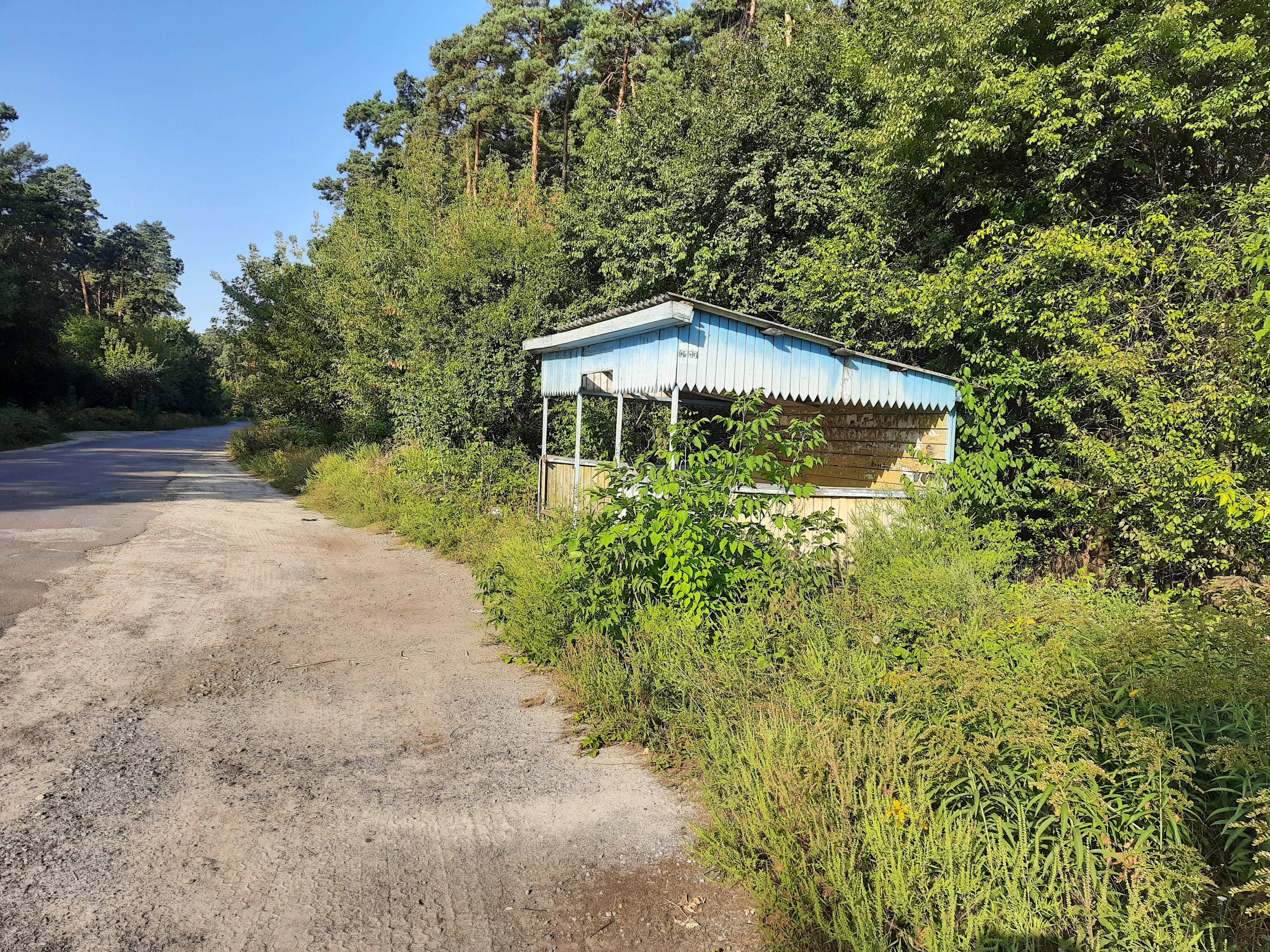
Автобусна зупинка